# Irene de Miguel
Irene de Miguel Pérez (Madrid, 9 de mayo de 1981) es una ingeniera agrónoma y política española, diputada por Badajoz en la Asamblea de Extremadura por Unidas por Extremadura, partido por el cual es candidata a la Presidencia de la Junta de Extremadura en las elecciones autonómicas de 2023.

## Biografía
Nacida el 9 de mayo de 1981 en Madrid, obtuvo el título de ingeniera agrónoma por la Universidad Politécnica de Madrid (UPM). Instalada en la comarca cacereña de Las Villuercas, montó un vivero hortofrutícola en la zona. De Miguel, que concurrió como número 2 por Cáceres en la candidatura de Podemos de cara a las elecciones a la Asamblea de Extremadura de 2015, resultó elegida diputada, ejerciendo como parlamentaria durante la ix legislatura de la cámara dentro del Grupo Parlamentario de Podemos Extremadura.
Ratificada en primarias en noviembre de 2018 como la aspirante de Podemos a la presidencia de la Junta de Extremadura, fue incluida como número 1 de la lista por Badajoz de la coalición Unidas por Extremadura para las elecciones a la Asamblea de Extremadura de 2019. En dichas elecciones revalidó su escaño, convirtiéndose en la primera mujer candidata a la Junta de Extremadura que obtenía representación en las dos provincias extremeñas.